# Lepidobatrachus laevis
Lepidobatrachus laevis (trong tiếng Anh gọi là Budgett's frog, wide-mouth frog, hay hippo frog, tiếng Tay Ban Nha escuerzo) là một loài ếch thuộc họ Leptodactylidae. Loài này có ở Argentina, Bolivia, và Paraguay.
Môi trường sống tự nhiên của chúng là xavan khô, vùng cây bụi khô khu vực nhiệt đới hoặc cận nhiệt đới, đầm nước ngọt có nước theo mùa, vùng đồng cỏ, và ao. Chúng hiện đang bị đe dọa vì mất môi trường sống.

## Mô tả
Con cái đạt chiều dài 100 milimét (3,9 in) trong khi con đực thường chỉ dài một nửa. Chúng có đầu lớn 1/3 so với cơ thể, với một cái miệng rất lớn. Hàm trên có một hàng răng và hàm dưới có hai "răng nanh". Chúng có chi rất ngắn và chi trước không có màng. Con đực có cuốn họng màu xanh dương đậm.

## Chế độ ăn và hành vi
Chúng rất giỏi thích nghi với môi trường. Loài này khá hung hăng, nếu không thể làm kẻ quấy rầy chùn bước nó sẽ rít lên the thé, cắn, và dồn kẻ thù vào góc. Chúng săn mồi về đêm, đợi con mồi di chuyển đến, phóng đến và ăn trọn con mồi. Chúng ăn các loài ếch khác, côn trùng, và ốc.

## Sinh sản
L. laevis được ghi nhận hành vi sinh sản của chúng, như một lần giao phối đơn có thể sinh ra 1400 trứng. Chúng sinh sản trong các hồ tạm thời. Trứng phát triển trong hai tuần, và biến thái thành ếch trưởng thành trước khi hồ khô cạn. Nòng nọc có thể ăn thịt đồng loại từ khi nở ra và có hàm răng gần giống khi trưởng thành. Thành thục sinh sản trong khoảng một năm.

## Phân bố và bảo tồn
Chúng phổ biến ở Paraguay và Bolivia, hiếm ở Argentina. Ở vài khu vực nó bị đe dọa vì mất môi trường sống nhưng nói chung chúng vẫn còn số lượng lớn.